# John Kristiansson
John Alfred Kristiansson, född 5 februari 1903 i Lomma, död 14 september 1966, var en svensk fotbollsspelare.
Kristiansson representerade på klubbnivå IFK Malmö, och spelade 1930 en A-landskamp för Sverige.